# Sławomir Miklicz
Sławomir Miklicz (ur. 10 stycznia 1975 w Brzozowie) – polski samorządowiec, w latach 2010–2013 członek zarządu województwa podkarpackiego, od 2006 do 2014 radny Sejmiku Województwa Podkarpackiego, a w 2014 jego przewodniczący.

## Życiorys

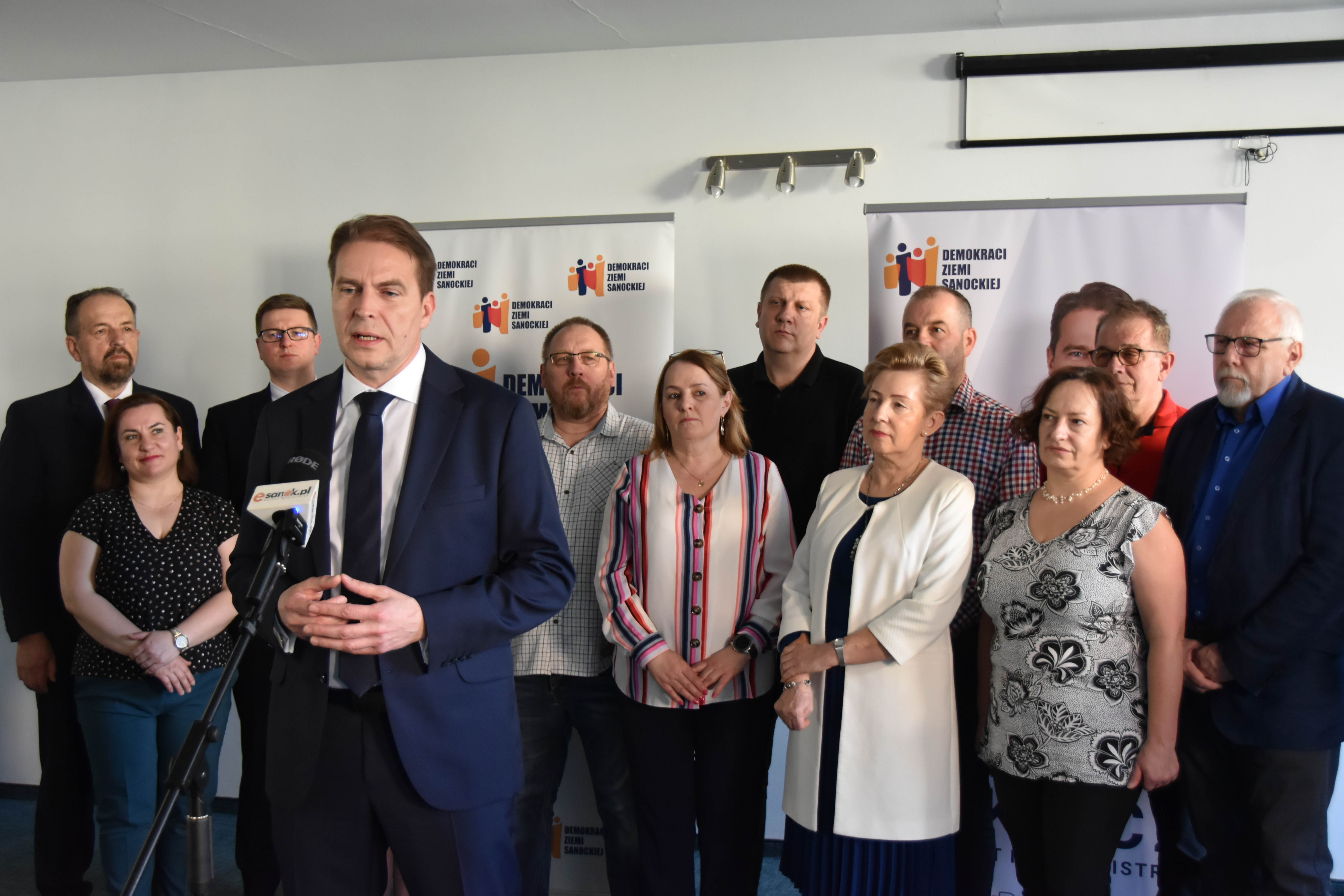
Sławomir Miklicz z kandydatami Demokratów Ziemi Sanockiej (2024)

Urodził się w Brzozowie. W młodości uprawiał czynnie sport. Był wychowankiem zespołu piłkarskiego Komunalni Sanok, następnie w latach 1988–1992 trenował hokej na lodzie (w kategoriach młodzieżowych Stali Sanok). W latach 1992–1999 ponownie uprawiał piłkę nożną, reprezentując wówczas Stal Sanok. W 1993 uczestniczył w meczu 1/16 finału Pucharu Polski edycji 1993/1994 przeciwko Jagiellonii Białystok (0:3). Później występował jeszcze w klubach Orzeł Bażanówka i Osława Zagórz. Absolwent I Liceum Ogólnokształcącego im. Komisji Edukacji Narodowej w Sanoku z 1994. W 2001 ukończył studia prawnicze w rzeszowskiej filii Wydziału Prawa i Administracji Uniwersytetu Marii Curie-Skłodowskiej w Lublinie, a w 2003 studia podyplomowe z wiedzy o integracji Europejskiej w Instytucie Nauk Politycznych i Stosunków Międzynarodowych na Uniwersytecie Jagiellońskim.
Od 1997 do 2002 prowadził własną działalność gospodarczą, w 1998 był kierownikiem agencji reklamy Radia Bieszczady, następnie pracował w przedsiębiorstwach prywatnych, w tym na stanowisku regionalnego menedżera sprzedaży w Nivea Polska (2004–2010). W lipcu 2004 został członkiem zarządu klubu hokejowego KH Sanok. Do 2005 był członkiem rady nadzorczej spółki akcyjnej PGE Zakłady Energetyczne Okręgu Radomsko-Kieleckiego. Od 2013 pracownik sanockiego oddziału PGNiG.
W lutym 2001 był współzałożycielem sanockich struktur Platformy Obywatelskiej, został w Sanoku pełnomocnikiem Stowarzyszenia „Obywatele dla Rzeczypospolitej” Andrzeja Olechowskiego, przewodniczącym sanockiego koła tej organizacji, a 21 kwietnia 2011 wybrany do zarządu regionalnego stowarzyszenia w Rzeszowie. W wyborach parlamentarnych w 2001 z listy PO startował bez powodzenia do Sejmu RP. W wyborach samorządowych w 2002, kandydując z listy Komitetu Wyborczego Platforma Gospodarcza, uzyskał mandat radnego Rady Miasta Sanoka i pełnił go w kadencji IV 2002–2006 należąc do klubu radnych „Porozumienie”. W wyborach samorządowych w 2006 startował z listy Platformy Obywatelskiej i uzyskał mandat radnego Sejmiku Województwa Podkarpackiego III kadencji, otrzymując 5252 głosy. Przystąpił do Klubu Radnych Platforma Obywatelska. W wyborach samorządowych w 2010 jako członek Platformy Obywatelskiej brał udział w wyborach na urząd burmistrza Sanoka, w których uzyskał w I turze 2111 głosów (13,66%), zajmując drugie miejsce (wybory wygrał Wojciech Blecharczyk). Jego kandydaturę poparli wówczas m.in. Elżbieta Łukacijewska, Jerzy Ginalski i Grzegorz Chudzik. W tych samych wyborach samorządowych z 2010 ponownie startował z listy Platformy Obywatelskiej i uzyskał mandat radnego sejmiku IV kadencji, otrzymując 5527 głosów. Przystąpił ponownie do Klubu Radnych Platforma Obywatelska i został jego przewodniczącym. Został również członkiem Komisji Głównej, Komisji Gospodarki i Infrastruktury, Komisji Ochrony Zdrowia, Polityki Prorodzinnej i Społecznej. Od 30 listopada 2010 do 27 maja 2013 był członkiem Zarządu Województwa Podkarpackiego. 27 czerwca 2014 został przewodniczącym Sejmiku Województwa Podkarpackiego. Pełnił tę funkcję do końca IV kadencji samorządu wojewódzkiego, nie uzyskał reelekcji w wyborach do sejmiku w 2014.
W wyborach parlamentarnych w 2015 startował do Sejmu z ramienia PO w okręgu krośnieńskim. W listopadzie tegoż roku objął wakujący mandat radnego sejmiku (za Joannę Frydrych). W grudniu 2017 został wybrany na przewodniczącego struktur PO w powiecie sanockim. W wyborach samorządowych w 2018 został ponownie wybrany na radnego Sanoka, startując z listy KWW Demokraci Ziemi Sanockiej. W wyborach samorządowych w 2024 startował ponownie z listy KWW DZS i uzyskał reelekcję do RM. Ubiegał się również o urząd burmistrza Sanoka – zdobył najwięcej głosów w I turze (4973, tj. 35,99%) i zakwalifikował się do II tury. Przegrał w niej ze swoim konkurentem, Tomaszem Matuszewskim, otrzymując 49,27% głosów. 7 maja 2024 został wybrany przewodniczącym Rady Miasta Sanoka.

## Odznaczenia
- Odznaka „Za zasługi dla Ratownictwa Górskiego” (2011)[38]
- Medal XXX lecia Związku Żołnierzy Wojska Polskiego (2011)[39]

## Życie prywatne
Mieszka w Sanoku, jest żonaty z Magdaleną, ma dwóch synów: Mateusza i Kacpra.